# Norbert Geis

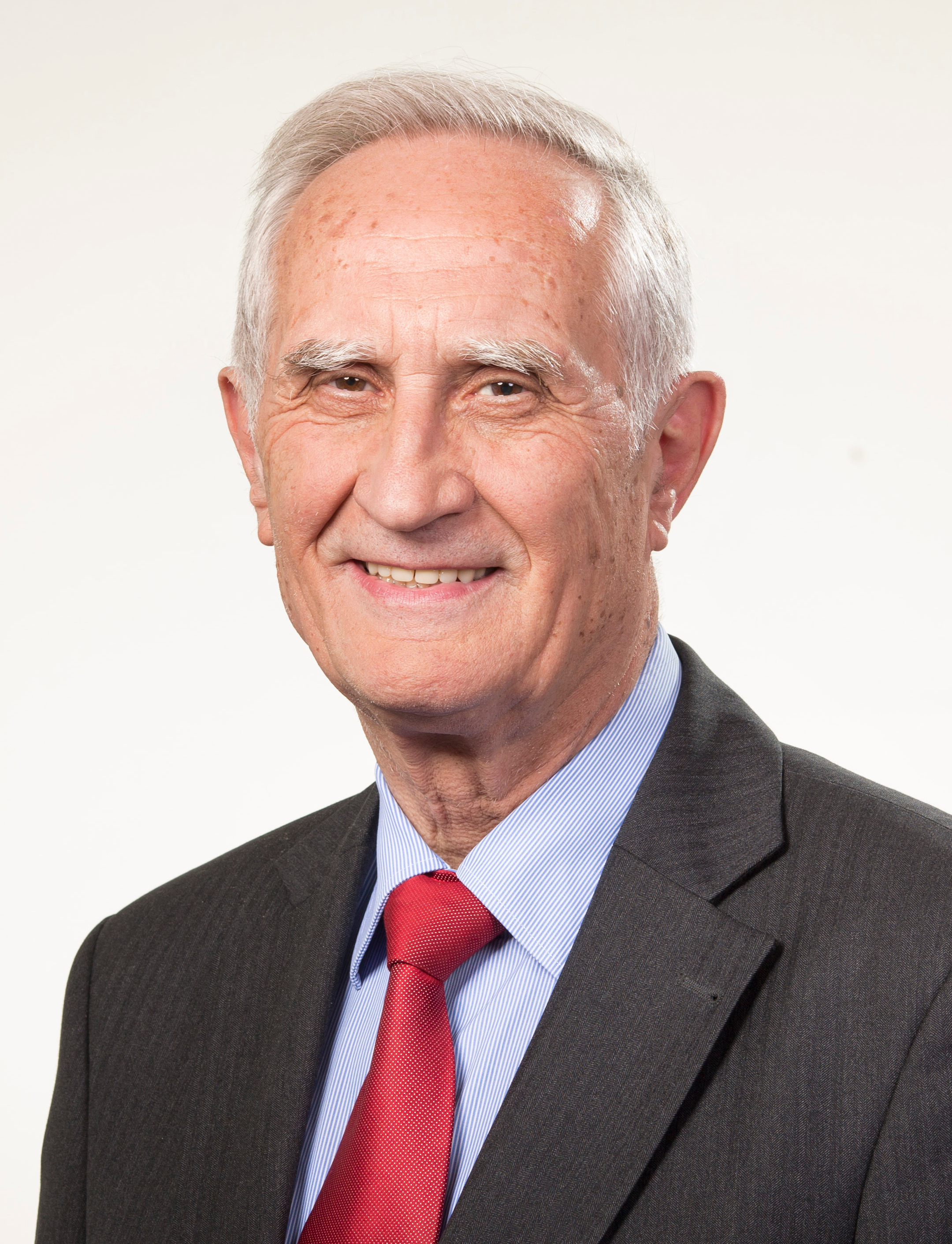
Norbert Geis (2012)

Norbert Geis (* 13. Januar 1939 in Großwallstadt) ist ein deutscher Politiker (CSU). Er war von 1987 bis 2013 Mitglied des Deutschen Bundestages und aktiv in der Europa-Union Parlamentariergruppe Deutscher Bundestag. Geis erregte durch seine dezidiert katholisch-konservativen Positionen Aufsehen.

## Leben

### Ausbildung und Beruf
Nach dem Abitur am Humanistischen Gymnasium Aschaffenburg absolvierte Geis ein Studium der Philosophie, der Theologie und der Rechtswissenschaften an der Albert-Ludwigs-Universität Freiburg und der Universität Würzburg, welches er 1966 mit dem ersten juristischen Staatsexamen beendete. Das anschließende Referendariat schloss er 1969 mit der Großen Juristischen Staatsprüfung ab. Danach war er kurzfristig als wissenschaftlicher Assistent beim Deutschen Bundestag tätig. Seit 1970 ist er selbständiger Rechtsanwalt in Aschaffenburg.

### Partei und Abgeordnetentätigkeit
1967 wurde Geis Mitglied der Jungen Union und der CSU. Von 1971 bis zur Gebietsreform 1972 war Geis Bürgermeister von Edelbach, das im Zuge dieser Gebietsreform eine Gemarkung der Gemeinde Kleinkahl wurde. Von 1972 bis 2007 war er langjähriger Vorsitzender des CSU-Kreisverbandes Aschaffenburg und ist seit 2007 Ehrenvorsitzender des CSU-Kreisverbandes Aschaffenburg-Land.
Von 1972 bis 1978 gehörte Geis dem Gemeinderat von Kleinkahl an. Seit 1972 ist er Mitglied des Kreistages des Landkreises Aschaffenburg.
Über die unterfränkische Wahlkreisliste rückte er 1981 in den Bayerischen Landtag nach, dem er bis 1986 angehörte.
Von 1987 bis 2013 war Geis Mitglied des Deutschen Bundestages. Hier war er von 1990 bis 2002 Vorsitzender der Arbeitsgruppe Recht der CDU/CSU-Bundestagsfraktion. Zuletzt gehörte er dem Ausschuss für Familie, Senioren, Frauen und Jugend an (17. Wahlperiode). Er war Mitbegründer des Kardinal-Höffner-Kreises, einem Zusammenschluss von christlichen Abgeordneten der CDU/CSU-Bundestagsfraktion.
Norbert Geis ist stets als direkt gewählter Abgeordneter des Bundestagswahlkreises Aschaffenburg in den Deutschen Bundestag eingezogen. Bei der Bundestagswahl 2009 erreichte er hier 42,8 % der Erststimmen.
Geis wollte auch 2013 als Direktkandidat für den Bundestag kandidieren, unterlag jedoch im Oktober 2012 bei der parteiinternen Kandidatenwahl seiner Konkurrentin Andrea Lindholz in der Stichwahl mit 71 zu 87 Stimmen. Sein Ausscheiden aus dem Bundestag wurde von Teilen der politischen Gegner sowie der Medien begrüßt. Der Grünen-Politiker Volker Beck schrieb in der SZ, Geis’ schrille und oft menschenverachtende Thesen ließen „seine Gegner dabei meist als Inkarnation des gesunden Menschenverstandes erscheinen. Insofern verdanke ich ihm objektiv viel. Als Gegner wird er mir fehlen.“

### Publizistische Tätigkeiten
2006 unterzeichnete er den von der Wochenzeitung Junge Freiheit inszenierten „Appell für die Pressefreiheit“ gegen den Ausschluss der Jungen Freiheit von der Leipziger Buchmesse. Norbert Geis ist regelmäßiger Kolumnist der Zeitung.

### Sonstiges Engagement
Geis ist Mitglied im Kuratorium des Forums Deutscher Katholiken sowie im Vorstand von Kirche in Not.
Geis ist Präsident des Vereins „Rhein-Donau-Stiftung“, die dem Opus Dei nahesteht. Diese Nebentätigkeit hatte Geis, entgegen den Bestimmungen, beim Bundestag nach eigenen Angaben „aus Versehen“ zunächst nicht angegeben.

### Privates
Norbert Geis ist verheiratet und hat vier Kinder.

## Politische Positionen

### Innenpolitik und Partei
1993 erregte Norbert Geis Aufsehen, als er einen Deutschland-Auftritt von Madonna im Rahmen ihrer The-Girlie-Show-Tournee verbieten lassen wollte. 2002 verteidigte Geis in der hr-Fernsehsendung Vorsicht! Friedman gegenüber Michel Friedman einen Wahlkampfspruch Edmund Stoibers aus dem Jahr 1988 von der „durchrassten Gesellschaft“ und zog damit Kritik auf sich.
Er wandte sich 2003 gegen den Parteiausschluss des CDU-Abgeordneten Martin Hohmann, da dessen umstrittene Rede missverstanden worden und Hohmann kein Antisemit sei.
Im August 2006 schlug Geis vor, sogenannte „Rail-Marshalls“ (bewaffnete Zugbegleiter) zur Abwehr von Terroranschlägen auf den Bahnverkehr einzusetzen. Im Juli 2007 befürwortete er in einem Interview die „gezielte Tötung von potenziellen Aggressoren“ als Präventivmaßnahme sowie die Sicherungsverwahrung von „Gefährdern“ ohne Prozess. Im November 2010 sprach sich Geis dafür aus, terroristische Gefährder vorsorglich in Gewahrsam zu nehmen.
Bis 2009 blockierte Geis als Berichterstatter der Unionsfraktion die generelle Rehabilitierung für Kriegsverrat im Nationalsozialismus. Im Mai 2007 hielt er in dieser Funktion die Rede zum Antrag der Linksfraktion, mit dem Titel „Pauschale Aufhebung von Urteilen, die auf Kriegsverrat gestützt sind, abzulehnen“.

### Ehe und Familie
1995 lehnte Geis einen von der damaligen Justizministerin Sabine Leutheusser-Schnarrenberger vorbereiteten Gesetzesentwurf zur Strafbarkeit der Vergewaltigung in der Ehe ab. Geis argumentierte, dass es einen Unterschied mache, ob der Ehemann Täter ist oder ein Fremder oder auch der nichteheliche Lebensgefährte, da in der Ehe eine „besondere Nähe“ existiere. Der Ehefrau solle deshalb ein „Widerspruchsrecht“ und die Möglichkeit eingeräumt werden, „aus dem Strafverfahren wieder herauszukommen“ und den Ehemann vor weiterer Strafverfolgung zu schützen. Das Widerspruchsrecht sah Geis als eine „Chance, die Ehe zu retten“, auch im Fall, wenn der Täter sein Opfer zwingt, davon Gebrauch zu machen. Geis hatte bereits 1991 ein Gesetz gegen Vergewaltigung in der Ehe für unpraktikabel und systemwidrig erklärt.
Geis sprach sich 2002 gegen das Lebenspartnerschaftsgesetz aus, da er eine rechtliche Gleichstellung von gleichgeschlechtlichen Partnerschaften ablehnt. 2009 unterzeichnete Geis die Erklärung „Für Freiheit und Selbstbestimmung – gegen totalitäre Bestrebungen der Lesben- und Schwulenverbände“ im Konflikt um den 6. Internationalen Kongresses für Psychiatrie und Seelsorge in Marburg. Im Februar 2013 erklärte das Bundesverfassungsgericht bisher bestehende Einschränkungen beim Adoptionsrecht für homosexuelle Lebenspartner (die sog. Sukzessivadoption) für verfassungswidrig. Demnach dürfen nun Homosexuelle, die in einer eingetragenen Partnerschaft leben, künftig ein von ihrem Partner zuvor angenommenes Kind adoptieren. Geis kritisierte dieses Urteil scharf. Das Gericht sei „auf dem Holzweg“, homosexuelle Eltern seien „nicht naturgemäß“ und das Urteil gehe „an der Wirklichkeit vorbei“. Weder könne das Bundesverfassungsgericht die Ehe „einfach wegrichtern“ noch das Parlament sie „einfach egalisieren“. In der Frage der Ehe sei die Natur zu beachten. Dem Bundesverfassungsgericht gehe es mittlerweile nicht mehr um das Wohl des Kindes, sondern nur noch darum, gleichgeschlechtliche Partnerschaften der Ehe gleichzustellen.
Im Februar 2012 riet er dem Bundespräsidentenkandidaten Joachim Gauck, „seine Lebensverhältnisse zu ordnen“ und seine langjährige Partnerin Daniela Schadt zu heiraten. Schließlich sei es „nicht ganz gewöhnlich, dass jemand nicht geschieden ist und schon seit sehr langer Zeit mit einer Freundin zusammenlebt.“ Gauck ist seit 1959 verheiratet, lebt jedoch seit 1991 getrennt von seiner Ehefrau. Für seine Bemerkungen wurde Geis von Politikern aus Opposition und Koalition sowie in den Medien kritisiert.

### Religionspolitik
Am 2. Mai 2012 erklärte Geis in der Talkshow Anne Will, dass „gottlose Menschen“ als „Tätervolk“ im Rahmen der Menschheitsverbrechen im 20. Jahrhundert bezeichnet werden können. Dafür wurde er von dem anwesenden Volker Beck kritisiert. Frieder Otto Wolf erstattete Strafanzeige wegen Volksverhetzung, da er die Behauptung als „erheblichen Angriff auf die Würde aller Menschen ohne Gottesglauben“ bewertete. Ebenfalls Strafanzeige erstattete Michael Bauer, Vorstand des Humanistischen Verbandes Bayern.
Geis hält es für vereinbar, im Biologieunterricht sowohl den Schöpfungsglauben als auch die Evolutionstheorie zu lehren. Er konkretisiert seine Vorstellung wie folgt: „Es muss allerdings ein vernünftiger Zusammenhang hergestellt werden.“ In einigen Medien wurde dies als Unterstützung des Kreationismus im Schulunterricht aufgefasst.
Im Juli 2012 kritisierte er das Urteil des Landgerichts Köln zur religiös motivierten Beschneidung von Jungen. Beschneidungen aus religiösen Gründen sollten nach seiner Ansicht in Deutschland weiterhin möglich bleiben. Das von Justizministerin Sabine Leutheusser-Schnarrenberger vorgelegte Eckpunktepapier, nach dem Beschneidungen weiterhin erlaubt sein sollen, begrüßte er. Eine Beschneidung sei laut Geis „nicht so ein schwerer Eingriff“ und könne deshalb auch von einem geschulten Nicht-Mediziner vorgenommen werden, jedoch müsse die Frage der Betäubung noch geklärt werden.

### Aufbau von Internetsperren
Geis setzt sich für den Aufbau von Internetsperren in Deutschland ein. Ziel der technischen Zensurmaßnahmen soll es sein, Pornographie generell in Deutschland im Internet zu sperren. Erst durch einen schriftlichen Antrag beim Provider sollen Pornoinhalte wieder zugänglich sein, Zugang soll durch persönliche Anmeldung erfolgen.

## Ehrungen
Norbert Geis ist Träger des Bayerischen Verdienstordens und des Verdienstordens der Bundesrepublik Deutschland am Bande.
Am 22. Februar 2008 erhielt Norbert Geis aus der Hand des Würzburger Bischofs Friedhelm Hofmann den päpstlichen Gregoriusorden in Würdigung seines Einsatzes für die Wahrung christlicher Werte in der Gesetzgebung und für den Schutz ungeborener Kinder in den Auseinandersetzungen um die Abtreibungsgesetzgebung und die Forschung mit embryonalen Stammzellen.

## Veröffentlichungen
- mit Mechthild Löhr (Hrsg.): Homo-Ehe. Nein zum Ja-Wort aus christlicher Sicht. Bernardus-Verlag Langwaden, Grevenbroich 2001, ISBN 3-934551-34-3
- mit Albrecht Immanuel Herzog & Klaus Motschmann: Die Zukunft der Demokratie und die Christen. Referate der Jahrestagung „Die Wende e. V. 2002“. Die Wende, Wendelstein 2002, ISBN 3-00-013496-4.